# Briggsia elegantissima
Briggsia elegantissima là một loài thực vật có hoa trong họ Tai voi. Loài này được (Lév. & Vaniot) Craib mô tả khoa học đầu tiên năm 1920.